# Château de Lyons
Le château de Lyons est une ancienne forteresse situé au centre du village du même nom, dans le département de l'Eure, en région Normandie. 

## Historique
Guillaume le Bâtard ordonne en 1060 la construction d'une forteresse à Saint-Denis-de-Lyons, qui sera achevée par son fils Henri Ier Beauclerc qui y meurt le 1er décembre 1135. Le castrum de Lyons apparaît dans les sources écrites en 1106.
La forteresse commandait les forts de la vallée de l'Andelle comme Vascoeuil et Pont-Saint-Pierre. Elle possédait quatre grosses tours et quatre portes gardées chacune par un seigneur différent, dont la plus illustre est la famille Le Portier de Marigny.
Richard Cœur de Lion y tient sa première cour de Noël en 1189. Lorsqu'à l'issue de la troisième croisade, Richard est retenu prisonnier par l'empereur du Saint-Empire romain germanique Henri VI, l'occasion apparaît trop belle pour Philippe Auguste, qui s'empare de la forteresse en 1193 avant de la restituer l'année suivante à Richard rentré de captivité. Philippe Auguste s'en empare définitivement le 1er juillet 1202.
Dès 1324, les prisons de Lyons se trouvent à l'intérieur du château.
Le château est démantelé en 1436 par les Anglais. Au début du XVIIe siècle, le château est mentionné en ruine. Seule subsiste la chapelle Saint-Nicolas.

## Description
Le site castral est marqué par la présence d'une motte castrale autour de laquelle le bourg s'est développé.
Des sondages archéologiques réalisés en 2007 restituent un puissant donjon de pierre, construit durant le premier quart du XIIe siècle, de 18 m de côté sur une plateforme ovale de 70 m de longueur. Il était flanqué d'une annexe au nord. La basse-cour se développait à l'est.

## Châtelains
- Pierre Mauvoisin, début XIIIe siècle[5].